# Koordinatni sustav
Koordinatni sustav je sustav koji omogućuje da se točke na krivulji, pravcu, plohi, u ravnini ili prostoru opišu s pomoću brojeva, takozvanim koordinatama. U matematici i drugim područjima postoji više različitih koordinatnih sustava:
- brojevni pravac,
- Kartezijev ili pravokutni koordinatni sustav,
- polarni koordinatni sustav,
- cilindrični koordinatni sustav,
- sferni koordinatni sustav,
- zemljopisne koordinate,
- nebeski koordinatni sustavi.

## Povijest
Određivanje položaja s pomoću koordinata bilo je poznato već staroegipatskim graditeljima i babilonskim astronomima. Kartezijev koordinatni sustav uveo je René Descartes (latinizirano Renatus Cartesius). Descartesovo otkriće omogućilo je da se mnoga geometrijska tijela sustavno proučavaju znatno jačim metodama analitičke geometrije, algebre i analize; tako se na primjer krivulje proučavaju s pomoću jednadžbi koje zadovoljavaju koordinate njihovih točaka. Još je značajnije to što je u novije doba veza geometrije, algebre i analize omogućila da geometrijski zor, a time i mnogo plodnija intuicija, budu iskorišteni u rješavanju problema algebre i analize. Zato je Kartezijev koordinatni sustav temelj razvoja i uspjeha moderne linearne algebre (vektorski prostor), a zatim i mnogih njezinih nadgradnja (funkcionalne analize, diferencijalne geometrije, algebarske geometrije).

## Podjela

### Brojevni pravac
Brojevni pravac je pravac na kojem je svakomu realnom broju (realni brojevi obuhvaćaju i racionalne i iracionalne broje) pridružena jedna jedina točka. Brojevni pravac služi za predočivanje brojeva i grafičko računanje njima. Na pravcu se najprije odabere točka O (lat. origo: ishodište), koja predočuje nulu, a zatim jedinična točka 1. Dužina od O do 1 predočuje jediničnu duljinu. Točkama na desnoj strani od O odgovaraju pozitivni realni brojevi, a na lijevoj strani negativni. Bilo kojemu realnom broju x odgovara točka x, tako da je dužina Ox (mjerena jediničnom duljinom) jednaka x jediničnih duljina. Između bilo koja dva realna broja postoji beskonačno mnogo racionalnih brojeva i iracionalnih brojeva.

### Kartezijev koordinatni sustav
U ravnini je pravokutni Kartezijev koordinatni sustav određen s dva međusobno okomita pravca x i y na kojima su zadani Kartezijevi koordinatni sustavi, ishodišta kojih su u točki presjecišta pravaca x i y. Točki T ravnine pridružuju se dvije koordinate, apscisa i ordinata. Apscisa točke T koordinata je okomite projekcije te točke na pravac x, a ordinata je koordinata okomite projekcije te točke na pravac y. Na taj način svakoj je točki pridružen uređen par realnih brojeva (x, y). Pravci x i y nazivaju se koordinatne osi, a pravci njima paralelni koordinatne linije.

#### Pravokutni koordinatni sustav
Pravokutni koordinatni sustav ili pravokutni Kartezijev koordinatni sustav u prostoru određen je trima međusobno okomitim pravcima x, y, z, koji se sijeku u ishodištu O, i s Kartezijevim koordinatnim sustavima na njima. Koordinate se tada zovu apscisa (na osi x), ordinata (na osi y) i aplikata (na osi z). Na taj način svakoj su točki u prostoru pridružena 3 realna broja (x, y, z).

#### Kosokutni koordinatni sustav
Kosokutni koordinatni sustav ili kosokutni Kartezijev koordinatni sustav određen je pravcima koji nisu međusobno okomiti, kojemu koordinatne osi nisu međusobno okomite, a umjesto okomitih projekcija pojavljuju se kose projekcije. Katkad ga je prikladno koristiti umjesto pravokutnoga, na primjer u teoriji kristala.

### Polarni koordinatni sustav
Polarni koordinatni sustav je koordinatni sustav u ravnini i određen je ishodištem O i zrakom p s početkom u ishodištu (polarna os) i jediničnom točkom E. Točki T ravnine pripadaju tada njezine polarne koordinate: jedna je radijalna koordinata r = OT, a druga je amplituda φ, koja je mjerni broj kuta što ga zatvara zraka p sa zrakom kojoj je početak u ishodištu i koja prolazi kroz T. 
Prijelaz iz Kartezijevih koordinata u ravnini u polarne koordinate u ravnini računa se prema jednadžbama: 
{\displaystyle r={\sqrt {x^{2}+y^{2}}}\quad }
{\displaystyle \varphi =\arctan \left({\frac {y}{x}}\right)}
a prijelaz iz polarnih u Kartezijeve koordinate prema jednadžbama: 
{\displaystyle x=r\cdot \cos \varphi }
{\displaystyle y=r\cdot \sin \varphi }
Bipolarni koordinatni sustav u ravnini sadrži dva pola.

### Cilindrični koordinatni sustav
Cilindrični koordinatni sustav je koordinatni sustav u prostoru i određen je ishodištem O, zrakom p s početkom u ishodištu i pravcem z koji je okomit na zraku p i prolazi kroz ishodište. Nekoj točki P pridružuju se koordinate (ρ, φ, z) gdje je ρ udaljenost okomita na pravac z od točke P do ishodišta, φ je kut koji projekcija vektora OP zatvara na ravninu u kojoj se nalazi zraka p sa zrakom p, a z udaljenost paralelna na os z od točke P do ishodišta.
Prijelaz iz Kartezijevih u cilindrične koordinate u prostoru računa se prema jednadžbama: 
{\displaystyle \rho ={\sqrt {x^{2}+y^{2}}}\quad }
{\displaystyle \varphi =\arctan \left({\frac {y}{x}}\right)}
{\displaystyle z=z}
a prijelaz iz cilindričnih u Kartezijeve koordinate prema jednadžbama: 
{\displaystyle x=\rho \cdot \cos \varphi }
{\displaystyle y=\rho \cdot \sin \varphi }
{\displaystyle z=z}

### Sferni koordinatni sustav
Sferni koordinatni sustav određen je ishodištem O i međusobno okomitim polupravcima p i z. Nekoj točki P pridružuju se koordinate (r, φ, θ) gdje je r koordinata jednaka udaljenosti od ishodišta do točke P, koordinata φ kut je od projekcije vektora OP na ravninu okomitu na poluos z i koordinatu θ, θ je kut koji vektor OP zatvara s poluosi z. Sve su točke prostora jednoznačno određene kad su vrijednosti sfernih koordinata ograničene: 0 < ρ < ∞, –π < φ < π, 0 < θ < π.
Prijelaz iz Kartezijevih u sferne koordinate u prostoru računa se prema jednadžbama: 
{\displaystyle {\begin{aligned}r&={\sqrt {x^{2}+y^{2}+z^{2}}}\\\theta &=\arccos {\frac {z}{\sqrt {x^{2}+y^{2}+z^{2}}}}=\arccos {\frac {z}{r}}\\\varphi &=\arctan {\frac {y}{x}}\end{aligned}}}
a prijelaz iz sfernih u Kartezijeve koordinate prema jednadžbama: 
{\displaystyle {\begin{aligned}x&=r\cdot \sin \theta \cdot \cos \varphi \\y&=r\cdot \sin \theta \cdot \sin \varphi \\z&=r\cdot \cos \theta \end{aligned}}}

## Zemljopisne koordinate
U geodeziji i kartografiji položaj točke na Zemljinoj plohi često se određuje zemljopisnim koordinatama. Za istu se namjenu katkad koristi i pravokutni koordinatni sustav na sferi, u kojem se za apscisu, umjesto pravca, najčešće uzima meridijan promatranoga područja. Za ishodište koordinatnoga sustava odabire se točka na meridijanu, obično u središtu promatranoga područja. Apscisa neke točke udaljenost je mjerena uzduž meridijana, od ishodišta do presjeka s velikom kružnicom (presjecište kugline plohe s ravninom koja prolazi njezinim središtem) koja prolazi danom točkom i okomita je na meridijan. Duljina luka te okomice ujedno je i ordinata točke.

## Nebeski koordinatni sustavi
Nebeski koordinatni sustavi su sferni koordinatni sustavi u kojem je položaj nebeskog tijela određen dvjema koordinatama definiranog sfernog koordinatnog sustava. U astronomiji razlikujemo 5 nebeskih koordinatnih sustava:
- horizontski (azimutski) koordinatni sustav
- mjesni ekvatorski koordinatni sustav
- nebeski ekvatorski koordinatni sustav
- ekliptički koordinatni sustav
- galaktički koordinatni sustav